# 5954 Epikouros
Az 5954 Epikouros (ideiglenes jelöléssel 1987 QS1) a Naprendszer kisbolygóövében található aszteroida. Eric Walter Elst fedezte fel 1987. augusztus 19-én.